# William Tesillo
William José Tesillo Gutiérrez (Barranquilla, 2 febbraio 1990) è un calciatore colombiano, difensore dell'Atlético Nacional e della nazionale colombiana.

## Carriera

### Club
Ha sempre giocato nel campionato colombiano e messicano.

### Nazionale
Ha esordito in nazionale il 26 gennaio 2017 in occasione dell'amichevole persa per 1-0 contro il Brasile. Nel 2016 ha, inoltre, rappresentato la Colombia alle Olimpiadi, scendendo in campo il tutte e 4 le partite.

## Palmarès

### Club

#### Competizioni nazionali
- Campionato messicano: 1

León: Apertura 2020
- Copa Colombia: 1

Atlético Nacional: 2024
- Campionato colombiano: 1

Atlético Nacional: Clausura 2024
- Súper Liga: 1

Atlético Nacional: 2025

#### Competizioni internazionali
- Leagues Cup: 1

León: 2021
- CONCACAF Champions League: 1

León: 2023